# Ivan Cankar
Ivan Cankar (), slovenski pisatelj, esejist, dramatik in pesnik, * 10. maj 1876, Vrhnika, Avstro-Ogrska, † 11. december 1918, Ljubljana, Kraljevina SHS.

## Življenje
Ivan Cankar se je rodil 10. maja, leta 1876 v hiši Na klancu 141 (Vrhnika) kot osmi od dvanajstih otrok obrtniško – proletarske družine trškega krojača Jožeta Cankarja in njegove žene Neže (rojena Pivk). Leta 1882 je bil vpisan v osnovno šolo na Vrhniki, leta 1888 pa se je vpisal na ljubljansko realko. Razrednik in učitelj slovenščine mu je bil Franc Levec, ki ga je zelo spoštoval. Tam se je pridružil dijaškemu društvu Zadruga, kjer se je predstavljal z branjem raznih pesmi in kritik ter navezal stike z Murnom, s Kettejem in z Župančičem. Že v dijaških letih je napisal prve pesmi in jih objavil v reviji Vrtec in reviji Ljubljanski zvon.
Po maturi, ki jo je opravil leta 1896, je odšel na Dunaj študirat tehniko. Kmalu se je  prepisal na slavistiko. Po odhodu z Dunaja je od septembra do 10. novembra 1909 živel pri bratu Karlu v Sarajevu, kjer je napisal dramo Hlapci. Sredi novembra se je naselil v ljubljanskem hotelu Tivoli (nekdanja Švicarija) in napisal Belo krizantemo. Odločil se je, da se ne bo vrnil na Dunaj in razdrl zaroko s Štefko Löffler.
Leta 1907 je bil na listi socialnodemokratske stranke kandidat za državnega poslanca na Dunaju, vendar ni bil izvoljen (premagal ga je protikandidat Fran Povše). Kljub volilnemu neuspehu je politično kariero nadaljeval v obliki predavanj in razprav (med katerimi številne v Trstu), leta 1913 je imel v Ljubljani najbolj znano predavanje z naslovom Slovenci in Jugoslovani, v katerem se je zavzel za združitev vseh južnih Slovanov v skupno državo, a odločno nasprotoval kakršnemukoli kulturnemu ali jezikovnemu zlivanju. Zaradi izjave, ki je zagovarjala jugoslovansko politično zvezo, je bil obsojen na sedem dni zapora. Novembra 1915 je bil vpoklican k vojakom v Judenburg na avstrijskem Štajerskem. Zaradi bolezni je bil po nekaj tednih oproščen služenja.
Po daljši bolezni je umrl v deželni bolnišnici v Ljubljani. Pokopali so ga na ljubljanskih Žalah v t. i. Grobnici Moderne, kjer so pokopani tudi Josip Murn, Dragotin Kette in Oton Župančič.

## Delo
Uvrščamo ga med štiri predstavnike slovenske moderne (poleg Murna, Ketteja in Župančiča). Letnica 1899 je letnica izida njegove prve pesniške zbirke Erotika in Župančičeve Čaše opojnosti in velja za začetek slovenske moderne. V svoji pesniški zbirki je zbral mladostne ljubezenske pesmi, balade in romance. V svojih dunajskih letih je sodeloval pri literarnem krožku slovenskih študentov, katerega člani so bili med drugimi tudi Oton Župančič, Fran Govekar in Fran Eller.
Kmalu je pesništvo opustil in začel pisati prozo in dramatiko. Pod vplivom romantike, naturalizma, dekadence, simbolizma in impresionizma je pisal povesti, novele, romane, črtice in dramska besedila.
Dramska dela je sprva ustvarjal pod vplivom Ibsena (Kralj na Betajnovi) in Gogolja, pozneje pa pod vplivom nove romantike. V svojih delih je opozarjal na takratne politične razmere v državi (satirični komediji Pohujšanje v dolini šentflorjanski, Za narodov blagor ter politična satira Hlapci).
V njegovih delih prevladuje tematika posameznika v sporu z delavskim in vaškim, malomeščanskim vsakdanjikom, opazne pa so tudi številne družbenokritične ideje. Tako je v povesti Hlapec Jernej in njegova pravica simbolično predstavil boj zatiranega, delavskega razreda proti izkoriščevalskim gospodarjem. Z romanom Na klancu pa je ustvaril nov tip ženskega oziroma materinskega romana.
Poleg umetniškega pisanja se je Cankar ukvarjal tudi s publicističnim pisanjem, kritiko in esejistiko (Krpanova kobila, Slovenski umetniki na Dunaju, Naši umetniki)..

## Psevdonimi
Za svoje pisateljsko delo je uporabljal številne šifre in psevdonime. Ti so značilni predvsem za zgodnja leta njegovega ustvarjanja. Izmišljena literarna imena je pogosto menjaval pri objavah v časniku Slovenec, ker ni želel, da bi ljudje vedeli, da sodeluje pri katoliških listih, tako je za veliko večino umetniških imen značilno, da jih je uporabil samo enkrat:
- šifre pravega imena: C.I. - Iv.C-r - I.C;
- stalni psevdonimi in šifre: Trošan - Ivan Saveljev - Ivan Gradar - T. - Iv.Gradar - I.G.(J.G.) - A.B. - Saveljev - Evstahij;
- enkratni psevdonimi in šifre: Prepiračev - Julijan Mak - I.C.Trošan - Mot - Mrazov - Grahar - Traven - Štefan Smuk - Alojzij Grad - Feliks Vran - S.G. - P.Ž. - Karol Staral - Anton Kramar - P.R. - Anton L. - Gradar - Alojzij Benda - I.C.Evstahij - Ivan Mot - Vazilij - Ivan Dob - Ivan Mlakar.

## Po smrti
Kipi v spomin njemu se nahajajo: na Vrhniki (delo kiparja Ivana Jurkoviča), na Rožniku v Ljubljani (delo kiparja Frančiška Smerduja), pred Cankarjevim domom v Ljubljani (Slavko Tihec), pa tudi v Sveti Trojici v Sloveskih goricah. Njegovo ime nosi več cest/ulic/trgov po Slovejiji, osnovnih šol, Cankarjeva knjižnica Vrhnika, Spominski plošči in svojo ulico ima tudi na Dunaju.
Ministrstvo za šolstvo organizira tekmovanje s področja znanja slovenščine za Cankarjevo priznanje.
Vlada Republike Slovenije je leto 2018 razglasila za Cankarjevo leto, 11. decembra 2018 je bila namreč stota obletnica pisateljeve smrti. Ob tej priložnosti so potekale številne kulturne aktivnosti po vsej Sloveniji, zlasti v njegovem rojstnem kraju. Med drugim je bilo prirejenih več muzejskih razstav, o Cankarjevem življenju pa sta izšla tudi dokumentarno-igrani film Cankar in strip.
Slovenski center PEN, Slovenska akademija znanosti in umetnosti, Znanstvenoraziskovalni center SAZU in Univerza v Ljubljani pod pokroviteljstvom Občine Vrhnika od leta 2020 podeljujejo Cankarjevo nagrado za najboljšo pripovedno, lirično, dramsko ali esejistično knjigo minulega leta.

### Poezija
- Erotika (1899, 2. izdaja 1902)

### Proza
- Vinjete (črtice) (1899)
- Knjiga za lahkomiselne ljudi (novele) (1901)
- Tujci (roman) (1902)
- Na klancu (roman) (1903)
- Ob zori (novele) (1903)
- Življenje in smrt Petra Novljana (povest) (1903)
- Gospa Judit (povest) (1904)
- Hiša Marije Pomočnice (roman) (1904)
- Križ na gori (roman) (1905)
- Potepuh Marko in kralj Matjaž (povest) (1905)
- V mesečini (novele) (1905)
- Martin Kačur (roman) (1905)
- Polikarp (povest)  (1905)
- Smrt in pogreb Jakoba Nesreče (povest)  (1905)
- V samoti (povest)  (1905)
- Nina (roman) (1906)
- Smrt in pogreb Jakoba Nesreče (povest) (1906)
- Aleš iz Razora (povest) (1907)
- Hlapec Jernej in njegova pravica (povest) (1907)
- Marta (roman)  (1907)
- Novo življenje (roman) (1908)
- Zgodbe iz doline šentflorjanske (1908)
- Kurent (povest) (1909)
- Sosed Luka (novela) (1909)
- Za križem(novele) (1909)
- Troje povesti (povesti) (1911)
- Volja in moč (novele) ([1911)
- Milan in Milena (roman) ([1913)
- Podobe iz sanj (črtice) ([1920)
- Mimo življenja (novele) (1920)
- Moje življenje (črtice) (1920)
- Grešnik Lenart (povest) (1921)
- Grešnik Lenart (avtobiografska povest)  (1913/1914; prvič objavljeno 1921)

### Dramatika
- Romantične duše (drama) (1897)
- Jakob Ruda (drama) (1900)
- Za narodov blagor (drama) (1901)
- Kralj na Betajnovi (drama) (1902)
- Pohujšanje v dolini šentflorjanski (drama) (1907)
- Hlapci (drama) (1910)
- Lepa Vida (drama) (1911)

Opomba: Datumi nastanka dram so povzeti iz knjige: Pregled slovenske književnosti

### Dela, objavljena vSlovenskem narodu
- Uboge rože! (24.–25. september 1902)
- Prijateljica (7.–11. marec 1903)
- Groba nehvaležnost (4. december 1909)
- Marta in Magdalena (10.–13. januar 1910)
- Don Alfonso (8.–9. februar 1910)
- Marko, Luka in Dioniz (12. februar 1910)
- Sveto obhajilo (19. februar 1910)
- Naredba (26. marec 1910)
- Judežev poljub (23. april 1910)
- Siv las (30. april 1910)
- Vojska na Prisojnici (10.–12. maj 1910)
- Ponesrečen feljton (21. maj 1910)
- Majsko veselje (28. maj 1910)
- Cigarete (23. julij 1910)
- Njena podoba (30. julij 1910)
- Zimsko cvetje (8.–11. avgust 1910)
- Sočutni Jakob (13. avgust 1910)
- Zgodovinska seja (17.–18. avgust 1910)
- Trubadur (20. avgust 1910)
- Pravljica (27. avgust 1910)
- Dvoje srečnih ljudi (31. avgust–1. september 1910)
- Idila (3. september 1910)
- Češnje in prstan (7. september 1910)
- V gaju (10. september 1910)
- Idealist (8. oktober 1910)
- Istrski osel (24. junij 1911)
- Starec (30. avgust–2. september 1911)
- Na verandi (14. oktober 1911)
- Prepir v krčmi (18.–19. oktober 1911)
- Mladost (26. oktober 1911)
- Noč (28. oktober 1911)
- Pred pragom (4. november 1911)
- Koncert na vrtu (7. december 1911)
- Sova (18. maj 1912)
- Desetica (20. avgust 1912)
- Cesta. Odlomek iz romana (26.–29. avgust 1912)
- Tičnica (23. november 1912)
- Muhe (30. november 1912)
- Odlomek iz romana (10.–13. december 1912)
- Aleš in peklenšček. Odlomek iz knjige "Aleš iz Razora" (9. maj 1926)

## Mladinska dela
- Pehar suhih hrušk (1887)
- Bobi (1909)
- Peter Klepec (1917)
- Na peči (1876-1918)

### Esejistika Ivana Cankarja
- Krpanova kobila (esej) (1907)
- Bela krizantema (esej) (1910)
- Črtice                 (1876-1918)
- Tuje Življenje     (1876-1918)